# Clima tropical de altitude
| Af Am Aw/As |  | BWh BWk BSh |  | BSk Csa Csb |  | Cwa Cwb Cwc |  | Cfa Cfb Cfc |

Distribuição atualizada dos tipos de clima segundo a classificação Köppen-Geiger.

O clima tropical de altitude (Cwa na classificação climática de Köppen-Geiger) é um tipo climático que predomina nos planaltos e serras do Sudeste brasileiro, no Nordeste Brasileiro especificamente na região da Chapada Diamantina e Centro-Sul Baiano, Planalto Central de Goiás e Distrito Federal e na Serra de Maracaju em Mato Grosso do Sul. No Brasil, esse domínio tropical de marcante individualidade abrange grande parte de Minas Gerais, sul do Espírito Santo e partes dos estados do Rio de Janeiro, Goiás e Mato Grosso do Sul, onde altitudes acima de 500 metros determinam condições especiais de clima, apresenta temperatura média amena, entre 18°C e 26°C, e amplitude térmica anual entre 7°C e 9°C.
Como todo clima tropical, o clima tropical de altitude apresenta a mesma performance pluviométrica dos demais (classificados como Aw e As); no entanto, os verões são mais amenos devido à sua alta altitude. As temperaturas médias anuais caem para menos de 23°C e a pluviosidade se acentua (sobretudo nas encostas litorâneas) em posição de barlavento. No inverno, as frentes frias originárias da massa polar atlântica podem provocar geadas.
Os climas de altitude apresentam características térmicas e de precipitação que são impostas pela altitude, correspondendo a um agravamento das condições climáticas das áreas envolventes. No verão, as temperaturas raramente ultrapassam os 30°C. O inverno é relativamente frio e a amplitude térmica anual não é muito elevada.
A dinâmica atmosférica é basicamente controlada pela célula de alta pressão subtropical do Atlântico Sul (que configura a massa tropical marítima), sendo ocasionalmente afetada pela massa tropical continental (originária da baixa pressão do Chaco/Pantanal), além dos efeitos desestabilizadores desencadeados pelos avanços da frente polar e oscilações da zona de convergência intertropical (ZCIT).
A ação dos anticiclones móveis, associada à dinâmica da frente polar é particularmente intensa no inverno, especialmente quando reforçada pelo ar polar do Oceano Pacífico, de trajetória continental, portanto, menos úmido e mais estável. Nessa época do ano, a alta subtropical do Atlântico Sul tende a deslocar-se para o continente, reduzindo a nebulosidade e as precipitações.
No verão, a ativa evaporação sobre os oceanos transfere enorme volume de vapor d'água para a atmosfera, instabilizando-a e provocando precipitação em toda a região Sudeste. Ocasionalmente, a umidade de origem marítima é parcialmente bloqueada pelo relevo, ocasionando excepcional acréscimo na queda das chuvas nas áreas serranas e graves problemas ambientais, com deslocamento de encostas, enchentes, assoreamentos, além de elevado número de vítimas e prejuízos materiais.
As médias pluviométricas mais elevadas aparecem no trecho paulista da Serra do Mar, onde se assinala a isoieta de 4.000 mm na região de Bertioga e Taiaçupeba. Esse valor só é compatível ao das áreas mais chuvosas do globo, como por exemplo a Ásia de monções.
Nas áreas interiorizadas do Sudeste a precipitação é mais reduzida, com alternância de estação seca e chuvosa. A altitude proporciona boas condições de salubridade e aí se situam conhecidas estações de saúde, como Vitória da Conquista, Petrópolis e Resende.
| Cidade | Tipo Climático | Altitude (m) | Temp. média (°C) | precipitação (mm) |
| --- | -------------- | ------------ | ---------------- | ----------------- |
| Vitória da Conquista                                                                                                 | Cwa            | 923          | 20,5             | 758,1             |
| Petrópolis | Cwa            | 838          | 19,7             | 1917              |
| Resende | Cwa            | 407          | 21               | 2430              |
| Fon Geografia do Brasil. São Paulo: Editora da Universidade de São Paulo, 2005. 5. ed. 105-106 p. ISBN 85-314-0242-5 |                |              |                  |                   |